# Martin Baethge
Martin Baethge (* 19. August 1939; † 4. Januar 2018) war ein deutscher Soziologe.

## Leben
Er studierte Soziologie, Pädagogik, Philosophie und Politikwissenschaften an der Universität Göttingen und der FU Berlin. Da seine soziologische Dissertation auf Betreiben des Althistorikers Alfred Heuß an der Universität Göttingen nicht angenommen wurde, promovierte er 1969 zum Dr. rer. pol. an der Fakultät der Geistes- und Staatswissenschaften der TU Hannover. Von 1973 bis 1996 hatte er den Lehrstuhl „Allgemeine Soziologie mit den Schwerpunkten Bildungs- und Berufssoziologie, Soziologische Methodenlehre“ in Göttingen inne. Von 1996 bis 2004 war er Professor für „Soziologie – mit den Schwerpunkten Industrie-, Bildungs- und Jugendsoziologie“ an der Universität Göttingen.

## Schriften (Auswahl)
- Ausbildung und Herrschaft. Unternehmerinteressen in der Bildungspolitik. Frankfurt am Main 1975, ISBN 3-434-00119-0.
- mit Harald Schomburg und Ulrich Voskamp: Jugend und Krise. Krise aktueller Jugendforschung. Frankfurt am Main 1983, ISBN 3-593-33217-5.
- mit Herbert Oberbeck: Zukunft der Angestellten. Neue Technologien und berufliche Perspektiven in Büro und Verwaltung. Frankfurt am Main 1986, ISBN 3-593-33368-6.
- mit Volker Baethge-Kinsky: Berufsvorbereitung von Jugendlichen mit besonderem Förderbedarf. Die NRW-Perspektive. Bielefeld 2013, ISBN 3-7639-5242-X.